# Max von Schantz
Max Filip Eberhard von Schantz, född 20 januari 1922 i Helsingfors, död där 25 november 2007, var en finländsk farmakolog. 
Efter att ha varit assistent i farmakognosi vid Helsingfors universitet sedan 1951 blev von Schantz filosofie doktor 1958, docent i nämnda ämne 1960 och var professor 1963–1987. Han publicerade ett stort antal artiklar om farmakognosi och undersökte bland annat substanser i växter såsom getpors (skvattram). Han blev hedersdoktor vid universitetet i Genève 1975.